# Geografia Tonga

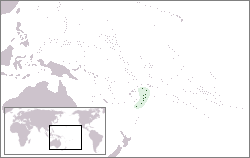
Położenie wysp

Tonga jest archipelagiem wysp rozciągniętych na obszarze liczącym około 260 000 km². Tonga leży w pobliżu zwrotnika Koziorożca, w południowo-zachodniej części Oceanu Spokojnego. Wyspy są zróżnicowane pod względem geologicznym i krajobrazowym, cechują się także zróżnicowanym klimatem.

## Powierzchnia i położenie
Powierzchnia – 718 km²
Archipelag leży między 170 i 177°W, oraz między 14 i 23°S – Polinezja

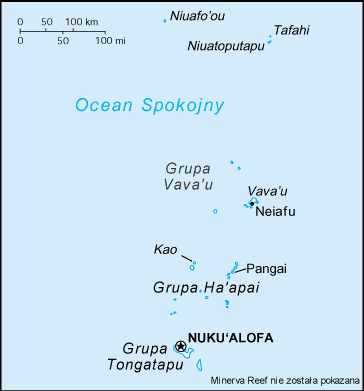
Mapa wysp Tonga

Linia brzegowa – 419 km

## Budowa geologiczna i rzeźba
Archipelag składa się ze 170 wysp w tym 36, które są zamieszkane. Tonga tworzy 4 grupy wysp: północną – Vavaʻu (Vavaʻu, Late, Hunga, Tokū, Fonualei). Środkową tworzą dwie grupy: Haʻapai i Nomuka z największymi wyspami (Nukunamo, Kotu, Tofua, Lifuka, ʻUiha, Nomuka i Otutolu). Południową grupę stanowi Tongatapu z wyspami: Niuatoputapu, Tafahi, ʻEua.
Łańcuch wysp powstał na podmorskim grzbiecie, ograniczonym od wschodu rowem oceanicznym, którego głębokość sięga 10 882 m. Wyspy z grupy Vavaʻu są pochodzenia wulkanicznego, na których do dziś są czynne wulkany i gejzery. Wulkaniczne wyspy cechują się górzystym krajobrazem, gdzie najwyższy szczyt kraju – na wyspie Kao sięga 1033 m n.p.m., a według innych źródeł ma 1109 m n.p.m. Haʻapai i Tongatapu są pochodzenia koralowego. Koralowe wyspy są niskie, których maksymalne wzniesienia nie przekraczają 60 m n.p.m. Skały wulkaniczne wysp Vavaʻu pochodzą z eocenu, a natomiast skały wysp koralowych powstały w pliocenie i plejstocenie. Wzdłuż wybrzeży niektórych wysp tworzą się bariery koralowe.

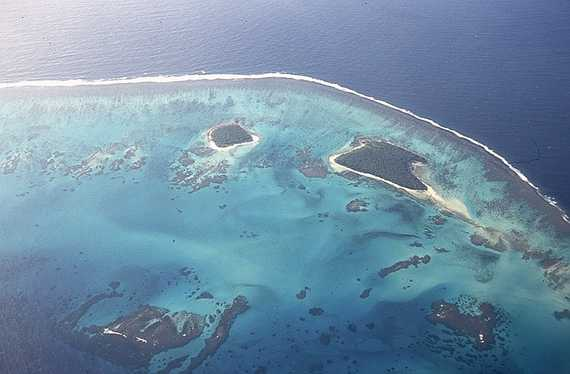
Haʻapai – jedna z grup wysp Tonga

## Klimat
Wyspy Tonga leżą w strefie klimatu podrównikowego, który na większości wysp jest wilgotnych. Południowe wyspy cechują się bardziej suchym klimatem. Temperatury na północnych wyspach wynoszą około 25 °C, zaś na południowych te wartości sięgają 28 °C. Amplitudy roczne i dobowe nie są duże, większe odchylenia występują na południowych wyspach, oddalonych od równika. Opady są zróżnicowane i wynoszą od 1500–1600 mm na południu do 2000, a nawet 3000 mm na północy. Wyspy nawiedzane są przez huragany.

## Wody
Archipelag wysp jest prawie całkowicie pozbawiony wód powierzchniowych. Dotyczy to w szczególności wysp koralowych. Wodę do picia gromadzi się z opadów deszczu w zbiornikach.

## Flora i fauna
Lasy zajmują niewielką część wysp, około 11% powierzchni. Tam gdzie są duże opady deszczu rosną lasy tropikalne, z drzewem sandałowym i drzewiastymi paprociami. Na atolach roślinność jest uboga, charakterystyczne dla tego regionu są palmy. Wokół wielu wysp rosną rafy koralowe.
Świat zwierząt reprezentują drobne ssaki, do których należą nietoperze jak rudawka wielka, i około 30 gatunków ptaków. Do ptaków należą m.in. gołębie, papugi i ptactwo morskie. Liczne są gatunki zwierząt morskich, głównie ryb.